# Юнус, Мухаммад
Мухамма́д Юну́с (бенг. মুহাম্মদ ইউনুস; род. 28 июня 1940, Батуа, Британская Индия) — бангладешский политический, государственный деятель, банкир, профессор экономики, лауреат Нобелевской премии мира 2006 года за усилия по созданию экономического и социального развития снизу. Глава и основатель Grameen Bank, пионер микрофинансирования и микрокредитования. Председатель Временного правительства Бангладеш с 6 августа 2024 года.
В 2008 году занял второе место в составленном Foreign Policy списке «100 глобальных мыслителей».

## Биография
Родился 28 июня 1940 года в деревне Батуа близ Читтагонга, Бенгалия, в мусульманской семье ювелира, состоящей из девяти детей (Юнус был третьим рёбенком). Раннее детство Юнуса прошло в деревне, позже семья переехала в Читтагонг и Мухаммад поступил в местную школу. После он сдал вступительные экзамены в престижную Chittagong Collegiate School, показав 16-й результат из 39 тысяч студентов Восточного Пакистана. Во время школьного обучения Юнус активно участвовал в скаутском движении, путешествовал по Индии, Западному Пакистану, ездил в Канаду на Всемирный слёт скаутов. После школы Мухаммад учился в колледже Читтагонга, а в 1957 году поступил на экономический факультет Даккского университета.
После завершения обучения Юнус в качестве ассистента работал с известными экономистами Нурулом Исламом и Рехманом Собханом. В 1961 начал читать лекции в колледже Читтагонга, создал компанию, занимающуюся упаковкой. В 1965 году Юнус получил престижную стипендию программы Фулбрайта для продолжения обучения в США, где в 1971 году окончил Университет Вандербильта (США) с учёной степенью доктора экономики. С 1970 до 1972 года был профессором экономики в Университете штата Теннеси. После этого занял должность преподавателя экономических дисциплин Университета Читтагонга. С 1976 года Юнус стал менеджером проекта развития при университете.
В 1976 году Мухаммад Юнус вернулся на родину — в Бангладеш. Посетив одну из нищих деревень, он обнаружил, что её жители не могут улучшить своё материальное положение из-за местных ростовщиков. Они выдавали местным жителям займы под высокий процент на короткие сроки, из-за этих условий кредитования крестьяне не успевали реализовывать свой товар на рынке. В результате им приходилось продавать продукцию по максимально низкой стоимости своим же кредиторам. Юнус оплатил долги крестьян и начал сам выдавать им займы — маленькими суммами под низкий процент, без залогов и поручителей, но при условии расширения или открытия бизнеса должником, как правило, семейного. Вскоре выяснилось, что уровень невозврата по маленьким ссудам Юнуса составляет менее 3 процентов.
Деятельность Мухаммада Юнуса дала толчок для разработки концепции микрокредитования. Позже Юнус создал Grameen Bank, став в 1983 году его генеральным директором.
С 1996 года стал советником правительства Бангладеш.
В 2006 году получил Нобелевскую премию мира за свой социальный и коммерчески успешный проект.
В 2017 году учёный вошёл в число известных людей, подписавших письмо-воззвание к Совету безопасности ООН с просьбой принять меры для погашения конфликта в Аранане (Бирма), суть которого заключалась в репрессиях по отношению к этнической группе рохинджа.
6 августа 2024 года президент Бангладеш Мохаммад Шахабуддин поручил Мухаммаду Юнусу возглавить Временное правительство, сформированное после свержения правительства Шейх Хасины, спровоцированного беспорядками, организованными студенческим движением, требовавшим отмены системы квот для родственников ветеранов войны за независимость. 8 августа Временное правительство было приведено к присяге.

## Критика
Идеи Юнуса неоднократно подвергались критике. Так, обозреватель The Guardian Мадлен Бантинг в своей статье задавалась вопросом, не является ли микрофинансирование «неолиберальной сказкой». Она выяснила, что в большинстве случаев деньги, полученные заёмщиками, тратятся не на открытие собственного дела, а на свадьбы, похороны, образование или лечение.
AntiCSR[кто?] отмечало, что некоторые фирмы приписывают себе звание «социальных», на деле таковыми не являясь. Многие пытаются достичь статуса благотворительной организации. При этом AntiCSR пришёл к выводу, что чётких критериев включения бизнеса в число социальных нет.

## Уголовное преследование
1 января 2024 года суд города Дакка признал Мухаммада Юнуса виновным в нарушении трудового законодательства и приговорил его к шести месяцам заключения и к штрафу по двум статьям на общую сумму, эквивалентную 272 долларам США. На период подачи апелляции осуждённый был отпущен на свободу под залог. 7 августа 2024 года дело было закрыто. 11 августа 2024 года Юнус был оправдан.

## Личная жизнь
В 1967 году, во время обучения в Университете Вандербильта, Юнус познакомился с Верой Форостенко, дочерью русских иммигрантов из Нью-Джерси, изучавшей в институте русскую литературу. В 1970 году они поженились. Брак распался вскоре после рождения в 1979 году дочери Моники: Вера не хотела растить дочь в Бангладеш и уехала с ней в Нью-Джерси, США. Моника стала оперной певицей. Юнус позже женился снова, на преподавателе-физике из Манчестерского университета Афрози Юнус. В 1986 году у пары родилась дочь Дина.
Братья Юнуса также заняты в общественной работой. Мухаммед Ибрагим — профессор Даккского университета и основатель «The Center for Mass Education in Science», организации, занимающейся образованием девочек в сельских районах. Младший брат, Мухаммед Джахангир — известный в Бангладеш телеведущий и общественный деятель.